# 恐竜少女ガウ子
『恐竜少女ガウ子』（きょうりゅうしょうじょガウこ）は、しぎのあきらによる日本のアニメ作品。
2011年10月より漫画をWeb上にネットで公開。2012年7月に朗読劇。ニコニコ生放送、2014年3月に舞台。2016年12月にドラマCD。2017年、TOKYO MX『アニメちゃんに会える国』のミニコーナーにて放送。2019年11月22日にNetflixにて1stシーズン配信開始。2020年3月20日に2ndシーズン配信開始。

## あらすじ
怒ると恐竜になってしまう女の子「渡辺奈緒子」を主人公としたコメディ作品。怒ると恐竜になり、怒りがおさまると奈緒子の姿に戻る。
大昔の祖先に恐竜がいたらしい。お父さんはカエル、お母さんは普通の人。

## 登場人物
声優は特記ない限り、Netflixアニメ版。
渡辺奈緒子/ガウ子
声 - 松井菜桜子
普段はおとなしい女の子。怒るとガウ子になる。ガウ子になると大きさも変わる。奈緒子と同じサイズから巨大化するとビルを越える高さにもなる。ガウ子になると火も吹けるようになる。ガウ子になると体も丈夫になり、地球を吹き飛ばす威力の爆弾を飲み込むもお腹の中で爆発してもなんともない。怒りがおさまると奈緒子の姿に戻る。奈緒子の姿に戻れない時もあったが、お母さんの歌で奈緒子に戻る。趣味はポエム。コロッケ屋の店員トシオのことが好き。
お父さん
声 - 茶風林 / 幸田承（ドラマCD）
カエルだけど会社には行っている。
お母さん
声 - 神代知衣 / 大久保ちか（アニメちゃんに会える国・ドラマCD）
優しいお母さん。サンバが好き。歌が上手い。町内会のサンバサークル「サンババアチーム」に所属
ビビリアン
声 - 神谷浩史
レモンとドロップと共に地球征服にやってきた宇宙人。地球征服をするより奈緒子のことが好きでいつも奈緒子につきまとっている。
レモン
声 - 尾崎えり
ビビリアンの妹。兄とは違いコツコツと地球征服を企んでいるがなかなか思うようにいかず苦戦している。
ドロップ
声 - 小西いづ
ビビリアンの弟。地球の漫画が好き。持っていた単行本を間違って買ってきてしまう。
斉藤圭介
声 - 伊倉一恵
奈緒子のクラスメイト。冷静沈着で委員長タイプ。常に理論的で無駄がきらい。正義感が非常に強く、正義のためには悪事もいとわない。ロッカーに埴輪を置いている。
山田たかし
声 - 白石涼子
奈緒子のクラスメイト。スポーツ大好き少年。奈緒子の事はなんとも思っていないが、恐竜姿のガウ子の熱烈なファン。サッカー、野球、ダブルダッチ、エクストリームアイロニング（危険な場所でアイロンがけをするスポーツ）、ボルダリングが得意。
ハレーともよ
声 - 中条智世
奈緒子のクラスメイトどこからやってきたのか分からない彗星。
バブりさ
声 - 中村梨沙
奈緒子のクラスメイト。子供だけど赤ちゃん。株の動きに執着している。
金ピカ
声 - 真柴摩利
奈緒子のクラスメイト。ペンギン。親が大金持ちだけど、あんまりお小遣いもらってない。
忍者くん
声 - 横山円香
奈緒子のクラスメイト。服部半蔵の子孫。
エリカ
声 - 夏怜 / 有澤睦生（ドラマCD）
奈緒子のクラスメイト。だれにでも優しく、お上品。
カナ
声 - 戸板優衣
奈緒子のクラスメイト。活発。
むっちゃん
声 - 有澤睦生
奈緒子のクラスメイト。明るく元気な着ぐるみ少女。常に犬の着ぐるみを着て生活をしている。
R3先生
声 - 肘岡拓朗
奈緒子のクラスの担任。トシオグランパに作られた教師ロボット。背中にジェット推進装置、手に放電装置を装備。パーツを取り替えることでキャタピラ走行も可能。動力は電池式。すぐ電池が切れる。
一郎とエリザベス
声 - 坂本千夏
奈緒子の従弟、エリザベスは手につけた腹話術の蛇のぬいぐるみ。一郎の性格は暗く静かな喋り方をするが、エリザベスは一郎とは正反対の性格で攻撃的。
トシオくん
声 - 服部想之介
お肉屋さんでバイトしている、奈緒子が片思いしているイケメン。トシオグランパの孫。ギターが得意。髪型が骨川スネ夫に似ている。
トシオグランパ
声 - 柴田秀勝
トシオくんのお爺ちゃん、科学者。ガウ子の強さを越えるロボットを作ることを目指している。R3先生・ロボガウ子の作成者。趣味でサボテンを育てている。
トレジャー半田さん
声 - 宮澤正
宝物を探して穴を掘りまくっているおじさん。ダジャレが好き。トシオグランパとの仲が悪く、顔を合わせる度に張り合って喧嘩になる。
肉屋のおばさん
声 - 大久保ちか
コロッケ作りの達人。サンバをやっている。
妖精ゆりあ
声 - 葛谷知花
スクールカウンセラー
さわ姐
声 - 吉田紗和子
喫茶店のママ
たこやき都
声 - 小林都
たこ焼き屋さん。いつも公園でたこ焼きを売っている
カレンさん
声 - 夏怜
色っぽいペンギンお姉さん
ゆりりん
声 - 藤原由林
ネコ食堂やっている
ともみん
声 - 山川朋美
ゆりりんと一緒にネコ食堂やっている
レナード
声 - 藤原由林
モグラ。渡辺家の地下に住んでいる
モグラママ
声 - 髙村綾子
レナードのママ。アニメーター
モグラパパ
声 - 肘岡拓朗
レナードのパパ。何をしているか謎
金ピカのパパ
声 - 風間勇刀
金ピカのパパ。大金持ち
金ピカのママ
声 - 結城光
金ピカのママ。大金持ち
ビッグサム
声 - 平出まどか
小さいけれどビッグになりたいイケメン
がたし
声 - 野方こはる
謎の女の子
お天気お姉さん
声 - 高見亜利佐
街角で天気予報している
池の女神
声 - 結城光
池に何か落とすと出てくる
ちんぴらトリオ
声 - 吉田紗和子（チビ）、有元勇輝（親分）、野方こはる
悪いことする三人組
おじいさんとイヌ
声 - 肘岡拓朗
毎日散歩している
飴玉おばさん
声 - 小西いづ
子供たちに飴玉を配って歩く

## スタッフ
- 原作・監督：しぎのあきら
- キャラクターデザイン・総作画監督：林一哉
- 作画監督/原画：矢吹英子、林桂子、森谷春樹、アベ正己、釘宮洋、針金屋英朗、岡昭彦、はしもとかつみ、寿門堂、海岸麻由子、高道麻樹子、澤木巳登理
- 原画：林一哉、矢吹英子、嘉村弘之、鰐渕和彦、重本雅博、福田瑠奈、二宮常雄、古佐小吉重、青柳朋希、上月庸右、李周鉉、市川凛、内山翠、大野勉、石井和彦、上杉遵史、長谷川一生、松本和志、栗原基樹、飯村真一、中山照幸、森中正春、丸山楓、大野綾希、鰐渕和彦、スタジオマービン、森谷春樹、早川元基、谷口繁則、粂田佳之、純一郎、樋口純一、丸山楓、山崎猛、金澤比呂司、山本勝也、ユンプグン、アベ正己、今泉竜太、河本華穂、釘生毬里衣、迎千葉瑠、あきのいっせい、柴田貴虎
- 美術監督：森尾麻紀、落合茉保
- 撮影監督：河合有紀子、高橋直人
- 色彩設計：大槻ひろ子
- 音響監督：長崎行男
- 録音：小笠原頌
- 録音スタジオ：スタジオT&T
- 音響制作：フランティック
- 音響制作デスク：野坂由輝子
- 効果：佐々木純一
- 編集：藤本理子
- 音楽：サワグチカズヒコ
- 動画/仕上げ：reboot、寿門堂、ライトフット、アセンション、スタジオリングス、スタジオマービン、スタジオエル、セブンシーズ、CJT、えりある・Team-A、えりある・Team-R、トリプルA、スタジオ・ミュウ
- 背景：スタジオユニ
- Production Finance：David Leong
- Production Manager：Hazel Lau
- Production Coordinator：Melissa Yue
- Adaptation Manager：Aron Dunn
- アニメーション制作：アセンション
- プロデューサー：茂木仁史
- 制作デスク：古謝和希
- 制作進行：岡本健太、中島廉斗、高木秀仁、井上百合亜、下川原直美
- 制作協力：アゼータピクチャーズ、スタジオリングス、A-Real
- エグゼクティブプロデューサー：茂木仁史、Jyotirmoy Saha、Bernard Chong、Jackeline Chua
- 製作：August Media、ascension、SYNERGY88

## 主題歌
オープニングテーマ「ガウガウガウ子」
歌・給食当番、作詞・しぎのあきら、作曲・サワグチカズヒコ
エンディングテーマ「私はガウ子」
歌・松井菜桜子、作詞・しぎのあきら、作曲・菊池梓

## シーズン1（2019）
| 話数   | サブタイトル         | 脚本         | 絵コンテ     | 演出           | 作画監督       | 配信日         |
| ------ | -------------------- | ------------ | ------------ | -------------- | -------------- | -------------- |
| 第1話  | 初めましてガウ子です | 黒住光       | しぎのあきら | しぎのあきら   | 林一哉         | 2019年11月22日 |
| 第2話  | 運命の出会い？       | 黒住光       | しぎのあきら | しぎのあきら   | 二宮常雄       | 2019年11月22日 |
| 第3話  | 記念写真             | うえのきみこ | しぎのあきら | 篠原ぱらこ     | 林桂子         | 2019年11月22日 |
| 第4話  | 奈緒子に戻れない     | 清水東       | しぎのあきら | 篠原ぱらこ     | 釘宮洋         | 2019年11月22日 |
| 第5話  | 山田は邪魔だ         | 黒住光       | しぎのあきら | しぎのあきら   | 古佐小吉重     | 2019年11月22日 |
| 第6話  | 怒っちゃダメよ       | 黒住光       | 篠原ぱらこ   | 篠原ぱらこ     | 釘宮洋         | 2019年11月22日 |
| 第7話  | ガウ子の長い一日     | 黒住光       | しぎのあきら | 篠原ぱらこ     | 矢吹英子       | 2019年11月22日 |
| 第8話  | お父さんの秘密       | 清水東       | しぎのあきら | しぎのあきら   | 針金屋英朗     | 2019年11月22日 |
| 第9話  | 占いネコ食堂         | うえのきみこ | しぎのあきら | たかたまさひろ | 岡昭彦         | 2019年11月22日 |
| 第10話 | 恐竜警察ガウ子       | うえのきみこ | しぎのあきら | 大西景介       | はしもとかつみ | 2019年11月22日 |
| 第11話 | モグライフ           | うえのきみこ | 篠原ぱらこ   | 篠原ぱらこ     | 寿門堂         | 2019年11月22日 |
| 第12話 | 先生が壊れちゃった   | 黒住光       | しぎのあきら | 中川聡         | 寿門堂         | 2019年11月22日 |
| 第13話 | ガウコロッケ         | 黒住光       | しぎのあきら | 中川聡         | 寿門堂         | 2019年11月22日 |
| 第14話 | 謎のモンスター       | 黒住光       | しぎのあきら | しぎのあきら   | 小島秀人       | 2019年11月22日 |
| 第15話 | むっちゃん           | うえのきみこ | 篠原ぱらこ   | 篠原ぱらこ     | 嘉村弘之       | 2019年11月22日 |
| 第16話 | ピクニック           | うえのきみこ | 篠原ぱらこ   | 篠原ぱらこ     | 内山翠         | 2019年11月22日 |
| 第17話 | ガウ子VSメカガウ子   | 黒住光       | しぎのあきら | しぎのあきら   | 二宮常雄       | 2019年11月22日 |
| 第18話 | ポエムを取り戻せ     | うえのきみこ | しぎのあきら | たかたまさひろ | 中山和子       | 2019年11月22日 |
| 第19話 | 巨大ロボ最後の戦い   | 黒住光       | しぎのあきら | たかたまさひろ | 澤木巳登理     | 2019年11月22日 |
| 第20話 | さよなら宇宙人       | しぎのあきら | しぎのあきら | しぎのあきら   | アベ正己       | 2019年11月22日 |

## シーズン2（2020）
| 話数   | サブタイトル     | 脚本         | コンテ       | 演出         | 作画監督                                  | 配信日        |
| ------ | ---------------- | ------------ | ------------ | ------------ | ----------------------------------------- | ------------- |
| 第1話  | ニセガウ子現る   | 黒住光       | しぎのあきら | 篠原ぱらこ   | 寿門堂                                    | 2020年3月20日 |
| 第2話  | ママの誕生日     | うえのきみこ | しぎのあきら | 中川聡       | 寿門堂                                    | 2020年3月20日 |
| 第3話  | 地球征服、再開   | 黒住光       | しぎのあきら | 緒根真砂子   | 釘宮洋                                    | 2020年3月20日 |
| 第4話  | 町の大会議       | 中弘子       | しぎのあきら | 篠原ぱらこ   | 釘宮洋                                    | 2020年3月20日 |
| 第5話  | 奈緒子家出する   | うえのきみこ | 篠原ぱらこ   | 篠原ぱらこ   | 寿門堂                                    | 2020年3月20日 |
| 第6話  | 金ピカの悩み     | 黒住光       | しぎのあきら | しぎのあきら | 古佐小吉重                                | 2020年3月20日 |
| 第7話  | コピーマシーン   | うえのきみこ | 篠原ぱらこ   | しぎのあきら | 鰐渕和彦                                  | 2020年3月20日 |
| 第8話  | ムリでも頑張る   | 清水東       | 篠原ぱらこ   | しぎのあきら | スタジオマービン                          | 2020年3月20日 |
| 第9話  | R3先生爆破事件   | 黒住光       | しぎのあきら | しぎのあきら | アベ正己                                  | 2020年3月20日 |
| 第10話 | 覆面シンガー     | うえのきみこ | 篠原ぱらこ   | 篠原ぱらこ   | 釘宮洋                                    | 2020年3月20日 |
| 第11話 | なめられた街     | 黒住光       | しぎのあきら | しぎのあきら | 今泉竜太                                  | 2020年3月20日 |
| 第12話 | エリザベス       | 黒住光       | しぎのあきら | しぎのあきら | 矢吹英子                                  | 2020年3月20日 |
| 第13話 | エリザベス再び   | 黒住光       | しぎのあきら | しぎのあきら | 林桂子                                    | 2020年3月20日 |
| 第14話 | 地球征服キット   | 黒住光       | しぎのあきら | しぎのあきら | 森谷春樹                                  | 2020年3月20日 |
| 第15話 | レナードと一緒   | うえのきみこ | 篠原ぱらこ   | 篠原ぱらこ   | アベ正己                                  | 2020年3月20日 |
| 第16話 | 究極のパエリア   | うえのきみこ | しぎのあきら | 前園文夫     | 山崎猛 金澤比呂司 はしもとかつみ 山本勝也 | 2020年3月20日 |
| 第17話 | 宇宙人が大統領？ | 黒住光       | しぎのあきら | 横山広行     | はしもとかつみ                            | 2020年3月20日 |
| 第18話 | 怒れガウ子       | 黒住光       | しぎのあきら | 大西景介     | 山本勝也                                  | 2020年3月20日 |
| 第19話 | サンバ大会       | うえのきみこ | しぎのあきら | 篠原ぱらこ   | 針金屋英朗                                | 2020年3月20日 |